# زنبق دلاوایی
زنبق دلاوایی (نام علمی: Iris delavayi) نام یک گونه از سرده زنبق است.